# 谢尔盖·克里卡廖夫
谢尔盖·康斯坦丁诺维奇·克里卡廖夫（俄语：Сергей Константинович Крикалёв，1958年8月27日—）是一名前俄罗斯宇航员，他曾经6次乘坐联盟号宇宙飞船和美国航天飞机执行太空任务。他因为在航天领域中卓越的成就先后被授予苏联英雄和俄罗斯联邦英雄的称号。他在2007年最后一次太空任务结束后退休，担任科罗廖夫能源火箭航天集团副总裁，同时担任加加林宇航员培训中心主管。

## 早期
克里卡廖夫于1958年8月27日出生于列宁格勒，他的父亲是一名工程师，母亲是一所学校的教务主任。1981年，克里卡廖夫毕业于列宁格勒机械学院（现俄罗斯波罗的海国立技术大学），随后进入能源科研生产联合公司工作（现科罗廖夫能源航天集团）。他在这里参与测试各种太空飞行设备和地面操作，同时亦参与设计空间交会对接设备。1985年礼炮7号空间站任务失败后，他参与了拯救任务小组，为失控的控制站和维修空间站的对接系统开发程序。

## 宇航员生涯

### 苏联时期
1985年克里卡廖夫被选为苏联宇航员，并开始各项训练。1988年11月26日，克里卡廖夫和另一名苏联宇航员沃尔科夫乘坐联盟TM-7号宇宙飞船从拜科努尔起飞，前往和平号空间站，他的任务是为和平号空间站安装新的模块，并进行多项试验。在太空停留了115天以后，1989年4月27日，克里卡廖夫乘坐TM-7返回地球，完成了他的第一次太空之旅。
1991年5月18日，克里卡廖夫乘坐联盟TM-12号飞船再次前往和平号空间站，开始第二次航天飞行。然而在1991年12月26日，苏联解体，身在太空的克里卡廖夫和另一名宇航员亞歷山大·沃爾科夫在外太空经历了这一切，他们成为了苏联的最后两名宇航员，也因此被戏称为“最后的苏联人”。1992年3月17日，在太空滞留了311天的克里卡廖夫乘坐联盟TM-13号飞船返回地球，他在升空时还是苏联公民，而回到地球时国籍就变成了俄罗斯。

### 俄罗斯时期
苏联解体后，美国和俄罗斯在航天领域展开合作。1992年10月，克里卡廖夫被选入美国发现号航天飞机机组，准备前往和平号空间站开展任务，克里卡廖夫随即前往美国进行各项训练。1994年2月3日，克里卡廖夫和其他五位美国宇航员一起乘坐发现号航天飞机起飞，这是美俄之间的第一次太空合作，克里卡廖夫也成为了第一个乘坐美国航天飞机的俄罗斯宇航员。美俄宇航员在之后的8天里完成了地球观测、材料试验、生命科学试验和测试设备的任务，之后于2月11日返回地球。之后的数年里，克里卡廖夫作为俄罗斯的代表驻留于休斯敦的约翰逊航天中心，参与地面控制工作。
1998年12月4日，克里卡廖夫乘坐奋进号航天飞机前往太空，开始国际空间站的第一个组装任务。在这次任务里，奋进号航天飞机搭载着团结号节点舱与先前已经发射的俄罗斯曙光号功能货舱成功对接，组成了国际空间站的核心舱。随后克里卡廖夫打开团结号节点舱的密封门，成为了第一名进入国际空间站的宇航员。在工作了12天以后，克里卡廖夫随奋进号在11月15日返回地球。
2000年11月31日，克里卡廖夫搭乘联盟TM-31号飞船国际空间站，成为了国际空间站的第一批常驻人员，并协助安装了新的太阳能电池板和命运号实验舱。克里卡廖夫的这次任务持续了142天，他在2001年3月21日搭乘美国发现号航天飞机返回地球。
2005年4月15日，克里卡廖夫作为联盟TMA-6号飞船的指令长从起飞拜科努尔起飞，开始了他的最后一次太空之旅，4月16日飞船与国际空间站成功对接，克里卡廖夫开始担任国际空间站第11任站长。在任务期间，克里卡廖夫完成两次太空行走，为国际空间站安装了新的气阀。2005年8月16日，克里卡廖夫正式打破了另一位俄罗斯宇航员谢尔盖·阿夫杰耶夫保持的747天14小时14分11秒的太空累计停留时间纪录。2005年10月10日，克里卡廖夫乘坐联盟TMA-6飞船返回地球，结束了他的太空生涯，自此他的太空累计停留时间保持在了803天9时39分，此记录在2015年被一位同為俄羅斯的太空人以879天打破。

### 退休
克里卡廖夫在完成了他的第六次太空飞行后正式退休，但他没有离开航天事业，而是继续参与各类航天活动。2007年2月，克里卡廖夫被任命为科罗廖夫能源火箭航天集团副总裁，同时亦担任加加林宇航员培训中心主管。

## 太空行走時長统计
太空行走统计
| #      | 日期（UTC）   | 同伴                    | 持续时长 |
| ------ | ------------- | ----------------------- | -------- |
| 1      | 1991年6月25日 | 阿纳托利·阿尔采巴尔斯基 | 4时48分  |
| 2      | 1991年6月28日 | 阿纳托利·阿尔采巴尔斯基 | 3时24分  |
| 3      | 1991年7月15日 | 阿纳托利·阿尔采巴尔斯基 | 5时45分  |
| 4      | 1991年7月19日 | 阿纳托利·阿尔采巴尔斯基 | 5时28分  |
| 5      | 1991年7月23日 | 阿纳托利·阿尔采巴尔斯基 | 5时34分  |
| 6      | 1991年7月27日 | 阿纳托利·阿尔采巴尔斯基 | 6时49分  |
| 7      | 1992年2月20日 | 亚历山大·沃尔科夫       | 4时12分  |
| 8      | 2005年8月18日 | 约翰·菲利普斯           | 4时58分  |
| 总时长 | 总时长        | 总时长                  | 40时58分 |

## 个人

### 生活
克里卡廖夫的妻子捷列希娜是能源集团的一名工程师，他们有一个女儿出生于1996年。克里卡廖夫爱好广泛，他喜爱游泳、滑雪、骑车。此外他也是无线电爱好者，喜欢操作无线电接收装置，尤其是远距离无线电接收。
克里卡廖夫是一名优秀的特技飞行员，曾经赢得苏联特技飞行比赛的冠军。

### 荣誉
克里卡廖夫因为在航天领域的卓越成就而赢得了国内外的诸多荣誉，其中包括苏联英雄、俄罗斯联邦英雄、列宁勋章、各民族人民友谊勋章、俄罗斯四级祖国功勋勋章、俄罗斯荣誉勋章、3枚美國宇航局太空飛行獎章、法国荣誉军团勋章以及美国宇航局杰出公共服务奖章等。